# 于宣道
于宣道（547年—588年），字元明，河南洛阳人。西魏八大柱国之一于谨之孙，建平郡公于义之子，在北周出仕为左侍上士。以父功，赐爵成安县男，邑二百户。后转小承御上士。杨坚为丞相时，引为丞相府外兵曹，不久拜仪同。杨坚称帝后，迁任内史舍人，进为成安县子。其后父亲去世丁忧离职，一年多后起复为官，拜车骑将军，兼左卫长史，舍人如故。开皇八年（588年），迁任太子左卫副率，进位上仪同。同年去世，年四十二。唐朝时追赠使持节都督凉肃甘瓜沙五州诸军事、凉州刺史，谥号曰献。子于志宁，出继弟弟于宣敏为后。

## 家庭

### 祖父
- 于谨，燕国公

### 父母
- 于义，建平郡公，谥号刚。
- 独孤氏[1]

### 兄弟姐妹
- 于宣敏
- 于宣亮

### 子孙
- - 子：于永宁，商州刺史，赠建平公。
    - 孙：于元祚，益州九陇县令，袭建平公，尚德静县主。次子肤施县令上柱国于履揖，开元十四年卒，年六十六（661—726年）[2]。
    - 孙：于遂古（624—698年），字前经，垂拱元年（685），授建平县开国公，食邑三百户。垂拱四年为隰州刺史。娶唐高祖女房陵长公主与窦奉节长女窦氏。有子于彦忠。

  - 子：于志宁，燕国公。
    - 孙：于立政，袭燕国公。
    - 孙：于慎言，符玺郎。

  - 子：于保宁，泸州都督府司马、散骑侍郎。
    - 孙：于尚范，字承范，于保宁之子，平州刺史，封煦山公。载初元年六月六日（689年5月19日）卒，年七十七。夫人渤海郡高氏，隋骠骑大将军、渔阳郡公高秘女。
    - 孙：于承庆，益州温江令。